# Lijst van rijksmonumenten in Hoogeloon
De plaats Hoogeloon telt 11 inschrijvingen in het rijksmonumentenregister. Hieronder een overzicht.
| Object                                                        | Oorspronkelijke functie? | Bouwjaar                            | Architect              | Locatie                              | Coördinaten?                  | Nr.?   | Afbeelding        |
| ------------------------------------------------------------- | ------------------------ | ----------------------------------- | ---------------------- | ------------------------------------ | ----------------------------- | ------ | ----------------- |
| Pandje, waarschijnlijk voormalige boerderij                   | Boerderij                | 1847 (jaartalankers)                |                        | De Hoef 2                            | 51° 24' 0" NB, 5° 15' 54" OL  | 22243  | Meer afbeeldingen |
| Boerderij op L-vormige plattegrond                            | Boerderij                |                                     |                        | Hoofdstraat 59                       | 51° 23' 53" NB, 5° 15' 60" OL | 22245  | Meer afbeeldingen |
| Rechthoekige zaalkerk                                         | Kerk en kerkonderdeel    | 19e eeuw (ingebruikname)            |                        | Hoofdstraat 68                       | 51° 23' 55" NB, 5° 15' 58" OL | 22246  | Meer afbeeldingen |
| Kerktoren. Toren van de in 1926 afgebroken St. Pancratiuskerk | Kerk en kerkonderdeel    | ca. 1400                            |                        | Torenstraat 9                        | 51° 23' 52" NB, 5° 16' 13" OL | 22247  | Meer afbeeldingen |
| Terrein waarin 2 grafheuvels en een urnenveld                 | Archeologisch monument   | Neolithicum en/of Bronstijd         |                        | ten noorden van Lemel                | 51° 22' 45" NB, 5° 15' 37" OL | 45709  | Upload foto       |
| Terrein waarin funderingsresten van een oude kerk             | Archeologisch monument   | 13e eeuw of ouder                   |                        | Oude Toren, Torenstraat              | 51° 23' 52" NB, 5° 16' 14" OL | 45711  | Upload foto       |
| Terrein waarin een urnenveld en nederzetting                  | Archeologisch monument   | IJzertijd                           |                        | 'Hondshoef' bij Hoogeind/Akkerstraat | 51° 24' 11" NB, 5° 15' 16" OL | 45712  | Upload foto       |
| Zwarte Berg: Terrein waarin een grafheuvel                    | Archeologisch monument   | Bronstijd (ca. 1400 v. chr.)        |                        | 'Zwartenberg' bij Groenstraat        | 51° 24' 19" NB, 5° 15' 40" OL | 45713  | Meer afbeeldingen |
| Vrijstaande langgevelboerderij                                | Boerderij                | ca. 1860 (woonhuis) ca. 1925 (stal) |                        | Hoofdstraat 42                       | 51° 23' 44" NB, 5° 16' 2" OL  | 506212 | Meer afbeeldingen |
| Sint-Pancratiuskerk                                           | Kerk en kerkonderdeel    | 1924                                | J.H.H. van Groenendael | Hoofdstraat 50-52                    | 51° 24' 12" NB, 5° 16' 6" OL  | 514903 | Meer afbeeldingen |
| Melkfabriek St. Pancratius                                    | Industrie                | 1906                                | L. Kooken              | Vessemseweg 1                        | 51° 24' 3" NB, 5° 15' 54" OL  | 514905 | Meer afbeeldingen |